# 運命警察
『運命警察』（うんめいけいさつ）は、2022年7月13日（12日深夜）から8月31日（30日深夜）まで、毎週水曜（火曜深夜）0時30分 - 1時にテレビ東京系列にて放送されたテレビドラマ。主演は片寄涼太（GENERATIONS）と江藤萌生。
「すべての人の人生は運命によって決まっており、それを変えてはならない」というルールを守るため、一度死んだ者たちが所属するあの世の組織「運命警察」のエージェントたちが、運命がずれ始めた人々の人生を守るため奮闘する物語。
ヒロイン役の江藤は2022年6月12日放送の『～夢のオーディションバラエティー～Dreamer Z』の最終オーディションで決定した。ドラマ本編終了後には、江藤に密着したドキュメンタリーパート『メイキング of A Girl』が設けられている。

## キャスト

### 主要人物
福山七瀬/福田七男（セブン）
演 - 片寄涼太（GENERATIONS）
運命警察のエージェント。長野命の運命のずれを阻止するため、現世に福田七男として降り立つ。
生前、TikTokで「運命」という曲をバズらせているが、飛び降り自殺に巻き込まれて亡くなっている。
女優オーディションの最終審査に現れ、合格を諦めかけていた命を励まし、彼女の運命を変えるが、その代償として地上に降り立ち命の前に現れることができなくなる。
長野命（ながの みこと）〈22〉
演 - 江藤萌生
ヒロイン。「女優になる」という夢を胸にしまい込みながら清掃会社「クリクリーン」で働く女性。
浮き沈みの無い平凡な人生を歩む運命が、女優の夢を再び追いずれ始める。
最終審査でセブンに夢を諦めないよう励まされ、運命に打ち勝ち、女優オーディションに合格する。
村西徹
演 - 後藤剛範
清掃会社「クリクリーン」のリーダー。
映画監督になることを夢見て助監督を務め、作品を制作する機会に恵まれるが酷評され、人生に腐っていたところを妻になるマナの助言で考えを改める。
二人の子供たちが小学生になったことから清掃会社を退職し、映画製作の世界に復帰すると七男や命たちに告げるが、本当はレベル4の膵臓ガンにかかっていることが判明したことから、闘病生活のために退職を決めていた。この過酷な運命は、セブンが命とホストの幹夫の運命を変えたしわ寄せが降りかかったことが原因であるとゼロは告げる。
その後、病床で制作した映画がミニシアターで異例の大ヒットをする運命を辿る。
ゼロ
演 - 水野美紀
運命警察「エリア7777」のリーダー。常にペロペロキャンディを携えている。
「運命wiki」の情報に対し、ずれが生じた人間がいないか監視し、発見した場合、エージェントを地上に派遣し、ずれを修正するよう天国からエージェントに指示を送る。
生前のセブンの運命をエージェントとして監視しており、決められた運命通りセブンがホストの幹夫の飛び降り自殺に巻き込まれ亡くなる人生に干渉しなかった。
天川文哉
演 - 栗原類（第6話 - ）
「非運命分子」のリーダー。元運命警察でコードネームはワンであった。
母子家庭で7歳の時施設に預けられ、施設で出会いかわいがってくれた「エリ姉ちゃん」に初めて稼いだ給料で時計をプレゼントしようとした日、交通事故で亡くなっている。
死後、運命警察としてエリ姉ちゃんを殺すことになる運命の強盗の監視を任され、運命通りエリ姉ちゃんを殺したことで、運命警察の仕事に疑問を抱くようになり、「非運命分子」になる道を選ぶ。
セブンが死ぬことになったのは、セブンの運命を監視していたゼロが運命通りの人生を歩ませたためであると、セブンに告げる。
命が女優オーディションに合格したのを見届けると、運命警察に出頭し、命の合格した運命と相殺し、他人の運命への干渉を防ぐ。

### ゲスト

#### 第1話
幹夫
演 - 平井亜門（第3話 - 第6話）
新人ホスト。
ホストクラブでのいじめや、交際女性に騙され500万円以上の借金を負わされたことに耐え切れず飛び降り自殺するが、巻き添えになったセブンだけが亡くなり自身は生存する。
先輩ホストに暴力をふるわれたことから再び飛び降り自殺をしようとするがセブンに制止され、死ぬはずだった運命を変えられた。

#### 第2話
早川
演 - 福田温子
命がかつて働いていた会社の上司。ピアニストになる夢を挫折した過去を持つ。命をバカにして女優になりたい夢をあきらめさせた。

#### 第3話
上田、徳さん
演 - 二階堂新太郎（第8話）、大津尋葵（第8話）
銭湯の従業員に変装した「非運命分子」の構成員。
命にオーディション通過の連絡を受けさせるため、連携してセブンが命のスマホを盗み出すことを妨害する。
命を最終オーディションに合格させるためテレビ局に現れるが、地上に現れたゼロに撃退される。

#### 第4話
先輩ホスト
演 - ジェントル、上村健也
ホストクラブの幹夫の先輩。交際女性に騙され借金を背負わされた幹夫を嘲り、客からの売掛金を回収できないことを叱責し、額にマジックで「死」と落書きする。
ホストクラブの経営者
演 - 伊藤竜也
清掃を終えた命たちにフルーツサンドを差し入れし、セブンから幹夫のことを質問され「パッとしない奴」と答える。

#### 第5話
村西マナ
演 - 荒木まどか
徹の妻。人生に起こることには意味があると徹に助言し、助監督生活に腐っていた徹の考えを改めさせる。
居酒屋の店員
演 - 戸知理絵
村西が妻のマナと出会った居酒屋の店員。「クリクリーン」の清掃現場になり、清掃に来た村西に、小学生になった彼の子供の誕生日のお祝いを渡す。

#### 第6話
影山健太
演 - 若林元太（第8話）
「クリクリーン」の新人アルバイト。セブンが命の運命を変えようとすることを見越してゼロが送り込んだ運命警察のエージェント。
命の運命を元に戻すため、オーディションの3次審査を受けられないよう清掃現場で荷物の下敷きにして重傷を負わせようとするが、セブンに妨害される。

#### 第7話
玉子
演 - 加藤しおり
命の6歳年下の妹。高校2年生。命が父の浮気を母に告げたことが原因で両親が離婚したと思い、自分をかわいがってくれた父と離別することになったと命を恨んでいた。
これまで女優オーディションに落選していた命の妹であることが恥ずかしいと命に嫌味を言うが、村西の様に命が女優になることを期待している人間がいることをセブンに教えられ発奮した命から、次のオーディションに合格すると言われたことで、これまでの姉に対する非礼な言動を詫びる。

#### 第8話
神山
演 - タカハシシンノスケ
命が挑んだ女優オーディションの最終審査での芝居の相手役。
米倉リエナ
演 - 米倉リエナ
命が挑んだ女優オーディションの最終審査での審査員。演出家。
田辺日太
演 - 田辺日太
命が挑んだ女優オーディションの最終審査での審査員。俳優。
祖父江里奈
演 - 祖父江里奈
命が挑んだ女優オーディションの最終審査での審査員。プロデューサー。命の審査時にゼロと入れ替わる。

## スタッフ
- 原案・脚本 - 鈴木おさむ
- 監督 - 滝本憲吾
- メイキングディレクター - 道本咲希[1]
- 音楽 - 牧戸太郎
- 主題歌 - iScream「Catwalk」（LDH Records）[8]
- エンディングテーマ - 石川花「空に咲いて」（SONIC GROOVE）[9]
- 挿入歌 - 福山七瀬（片寄涼太）「運命」（作曲：Tani Yuuki）[4]
- プロデューサー - 祖父江里奈（テレビ東京）、森田美桜（AOI Pro.） 、平林勉（AOI Pro.）
- 制作協力 - AOI Pro.
- 製作著作 - テレビ東京

## 放送日程
| 各話       | 放送日  |
| ---------- | ------- |
| episode 01 | 7月13日 |
| episode 02 | 7月20日 |
| episode 03 | 7月27日 |
| episode 04 | 8月03日 |
| episode 05 | 8月10日 |
| episode 06 | 8月17日 |
| episode 07 | 8月24日 |
| episode 08 | 8月31日 |

## 放送局
| 放送期間                | 放送時間                     | 放送局         | 対象地域       | 備考   |
| ----------------------- | ---------------------------- | -------------- | -------------- | ------ |
| 2022年7月13日 - 8月31日 | 水曜 0:30 - 1:00（火曜深夜） | テレビ東京     | 関東広域圏     | 製作局 |
|                         |                              | テレビ北海道   | 北海道         |        |
|                         |                              | テレビせとうち | 岡山県・香川県 |        |
|                         |                              | TVQ九州放送    | 福岡県         |        |
| 2022年7月16日 - 9月3日  | 土曜 1:40 - 2:10（金曜深夜） | テレビ大阪     | 大阪府         |        |
| 2022年7月29日 - 9月16日 | 金曜 0:35 - 1:05（木曜深夜） | テレビ和歌山   | 和歌山県       |        |

## ネット配信
| 配信開始月 | 配信サイト         | 配信料金     | 備考       |
| ---------- | ------------------ | ------------ | ---------- |
| 2022年7月  | ネットもテレ東     | 広告付き無料 | 見逃し配信 |
| 2022年7月  | TVer               | 広告付き無料 | 見逃し配信 |
| 2022年7月  | GYAO!              | 広告付き無料 | 見逃し配信 |
| 2022年7月  | Paravi             | 定額制有料   |            |
| 2022年7月  | Amazon Prime Video | 定額制有料   |            |
| 2022年7月  | ひかりTV           | 定額制有料   |            |

## 朗読劇
Jr.EXILE世代のメンバーを中心にグループの垣根を越えて表現する朗読劇公演『BOOK ACT』の公演イベント「BOOK ACT 2023 NEW YEAR SPECIAL」が、サンライズプロモーション東京の主催によって開催され、その内の1作として本作の朗読劇が2023年1月12日にヒューリックホール東京で全2公演が上演された。脚本・演出：鈴木おさむ、出演：片寄涼太、江藤萌生、水野美紀、八木将康。